# Maximum Education
Maximum Education (ООО «Юмакс») — российская компания, работающая на рынке образовательных технологий. Основным профилем компании является дополнительное образование школьников и подготовка школьников к единому государственному экзамену (ЕГЭ) и основному государственному экзамену (ОГЭ). Входит в тройку лидеров рынка.
Владельцами являются Russia Partners, CapMan, Skolkovo Ventures, фонд Proobraz. Филиалы компании есть в 40 городах России, Беларуси и Казахстане. В компании работают порядка 1500 преподавателей, обучение прошли более 260 000 учеников. Ежегодно обучение проходит около 25 тысяч человек.

## История
Компания основана в Москве в 2013 году Михаилом Мягковым, который до этого работал в американской консалтинговой компании Boston Consulting Group и международной образовательной компании Kaplan. После введения в России единого государственного экзамена, обязательного для всех выпускников школ, Мягков понял, что ниша подготовки к ЕГЭ пустует, посчитал рынок перспективным и начал заниматься стартапом в этой сфере.
Была подготовлена программа занятий для пилотного курса подготовки к ЕГЭ по математике. Финансирование осуществлялось за счёт средств, накопленных в предыдущих местах работы, также был найден первый инвестор — Александр Рудик, основатель фонда «Прообраз». Для запуска стартапа были наняты семь человек, среди которых были IT-специалисты, преподаватели математики и методисты, а также арендованы помещения для офлайн-занятий и создана первая версия веб-сайта с теорией и формулами для каждого урока. В 2013 году в Москве прошла первая выставка «Навигатор Поступления».
В первый год в компании училось 2600 школьников, в следующем учебном году их количество выросло в 2,5 раза. При запуске компания работала в убыток, но в 2013—2014 учебном году прибыль компании составляла до 22 миллионов рублей. В 2014 году была расширена линейка предметов для подготовки к ЕГЭ. Также был создан веб-сайт с видеоуроками, вебинарами и интерактивным общением с преподавателями. Сайт поначалу не пользовался популярностью у учеников, и аудитория привлекалась при помощи бесплатных пробных занятий.
Были разработаны две формы обучения: одна из них была полностью дистанционной, и занятия проводились в виде вебинаров, вторая форма была смешанной (ученики дистанционно получали теоретические материалы и домашние задания, но при этом занимались в классах). Более популярным был смешанный вариант, поэтому компания с 2014 года начала открывать филиалы в разных городах. Первым филиалом стал Санкт-Петербург.
В 2015 году международные фонды Russia Partners и Capman инвестировали в компанию 4 миллиона долларов США, за что получили миноритарную долю в компании. Благодаря инвестициям штат преподавателей был увеличен до 200 человек, а также была проведена рекламная кампания, после чего количество учеников увеличилось до 12 000. Также в 2015 году были открыты два филиала — в Нижнем Новгороде и Екатеринбурге, создан первый интерактивный учебник компании, запущены курсы повышения квалификации преподавателей.
В 2016 году выручка компании составила 151 миллион рублей, чистый убыток составил 87,8 миллионов рублей. В 2016 году был открыт филиал в Новосибирске, запущен онлайн-курс повышения квалификации преподавателей, создан совместный проект с Yandex — «Яндекс ЕГЭ», в продуктовой линейке появился новый продукт — «Профориентация». В 2016 году на московском форуме #EdCrunch, посвященном образованию, к Мягкову обратились с просьбой продать франшизу, после чего началась разработка франчайзингового пакета и в середине 2017 года продажи были запущены.
В 2017 году компания получила статус Резидента Сколково. Также появились первые blended-группы и было заключено партнерство с издательством Clever. Также в 2017 году у компании Smart Course был приобретен продукт «Система выбор».
В 2018 году за счёт продажи учебников, офлайн- и онлайн- занятий, франчайзинга выручка Maximum Education составила от 500 до 614 миллионов рублей. Прибыль составила около 60 миллионов рублей.. 75 % выручки дала подготовка к ЕГЭ и ОГЭ. В 2018 году франшиза была продана 19 предпринимателям из России, Беларуси и Казахстана. Также были расширены продуктовые линейки: курсы IT и Digital, английский язык и школьные предметы.
В 2019 году фонд Skolkovo Digital совместно с партнерами фондами CapMan и Russia Partners инвестировал в компанию Maximum Education 390 миллионов рублей, приобретя долю в компании. Разработано мобильное приложение для изучения английских слов. Проведена 50-я юбилейная выставка «Навигатор Поступления».
В 2019 году Maximum Education совместно с федеральной образовательной выставкой «Навигатор Поступления» провели образовательную акцию «Тотальный ЕГЭ», в рамках которой в 18 городах России любой желающий мог попробовать сдать ЕГЭ с соблюдением всех формальных процедур. В акции приняли участие более 2,5 тысяч человек по всей России, которые сдали экзамены по физике, профильной математике, обществознанию и русскому языку.
В 2021 году Maximum Education и Санкт-Петербургский политехнический университет Петра Великого совместно организовали курс довузовской подготовки старшеклассников, который состоит из общей части подготовки к ЕГЭ по физике, математике и информатике, а также специальной части для поступающих в этот университет. В 2021 году доля клиентов компании от общего числа сдающих ЕГЭ и ОГЭ составляла 3-4 %.
Компания была первой среди компаний, работающих на российском рынке подготовки к ЕГЭ и ГИА, которая начала заниматься психологической подготовкой к сдаче экзаменов для развития психологической устойчивости к стрессу, возникающему во время непосредственной сдачи экзамена. Также компания занимается подготовкой учеников средней школы по программированию и английскому языку. Имеет партнеров среди крупнейших компаний в области разработки программного обеспечения.
Специалисты компании проводят опросы среди россиян, в рамках которых исследуется отношение респондентов к различным аспектам образования, в частности были проведены опросы, исследующие оценку выпускниками уровня своей готовности к сдаче ЕГЭ И ОГЭ (2019); отношение к итоговому сочинению (2019); планы первокурсников относительно работы по специальности после окончания вуза (2020); отношение учителей, школьников и их родителей к переходу на дистанционное обучение (2020); отношение школьников к занятию бизнесом (2020); доходы учителей (2021), отношение родителей школьников к дальнейшему обучению в вузе.